# 주아르헨티나 대한민국 대사관
주아르헨티나 대한민국 대사관은 1963년 아르헨티나 부에노스아이레스에 개설된 대한민국 외교부 소속의 대사관이다.

## 역대 공관장
| 대수        | 성명           | 임명        |
| ----------- | -------------- | ----------- |
| 대리        | 문종률(文鍾律) | 1963년 4월  |
| 제1대 대사  | 배의환(裵義煥) | 1964년 11월 |
| 제2대 대사  | 김동성(金東晟) | 1967년 11월 |
| 제3대 대사  | 남 철(南 鐵)   | 1976년 5월  |
| 제4대 대사  | 노석찬(盧錫瓚) | 1978년 6월  |
| 제5대 대사  | 이수우(李秀佑) | 1981년 7월  |
| 제6대 대사  | 이복형(李福衡) | 1985년 4월  |
| 제7대 대사  | 이상진(李相振) | 1988년 3월  |
| 제8대 대사  | 김해선(金海宣) | 1991년 7월  |
| 제9대 대사  | 조기성(曺基成) | 1994년 8월  |
| 제10대 대사 | 경창헌(慶昌憲) | 1997년 8월  |
| 제11대 대사 | 김승영(金昇永) | 2000년 7월  |
| 제12대 대사 | 신효헌(申孝憲) | 2002년 8월  |
| 제13대 대사 | 최양부(崔洋夫) | 2003년 6월  |
| 제14대 대사 | 황의승(黃義昇) | 2006년 2월  |
| 제15대 대사 | 김병권(金炳淃) | 2009년 2월  |
| 제16대 대사 | 한병길(韓秉吉) | 2012년 3월  |
| 제17대 대사 | 추종연(秋宗淵) | 2014년 11월 |
| 제18대 대사 | 임기모(林起模) | 2018년 1월  |
| 제19대 대사 | 장명수         | 2019년 10월 |
| 제20대 대사 | 이용수         | 2022년 12월 |

## 같이 보기
- 대한민국-아르헨티나 관계
- 주한 아르헨티나 대사관
- 대한민국의 재외공관 목록
- 아르헨티나 주재 외국공관 목록